# Long feu
Un long feu se produit lorsque l’essai d'une bombe nucléaire ne donne pas sa puissance attendue. Les raisons de l'échec peuvent être une mauvaise conception de la bombe, une mauvaise construction, ou un manque de savoir-faire,. Tous les pays qui ont eu un programme d'essais d'armes nucléaires ont connu des long feux. Un long feu peut répandre des matières radioactives dans toute la région environnante, impliquer une réaction de fission partielle de la matière fissile, ou les deux. Pour des raisons pratiques, un long feu peut toutefois avoir une puissance explosive considérable comparé à une arme conventionnelle.

## Dopage par la fusion
Si un mélange deutérium-tritium est placé au centre du dispositif destiné à être comprimé et chauffé par une explosion de fission, une puissance de fission de 250 tonnes est suffisante pour provoquer la fusion D-T libérant des neutrons de fusion à haute énergie qui feront fissionner beaucoup du carburant de fission restant. Ceci est connu sous le nom de bombe à fission dopée.
Si une bombe à fission dopée est testée sans le gaz dopant et génère une puissance inférieure à un kilotonne, cela peut indiquer un test réussi, et que l'implosion de l'appareil et les étapes de fission primaires fonctionnent comme prévu à la conception, même si, bien sûr, cela ne préjuge en rien du fonctionnement de l’étage dopant.

## Essais nucléaires considérés comme des long feux

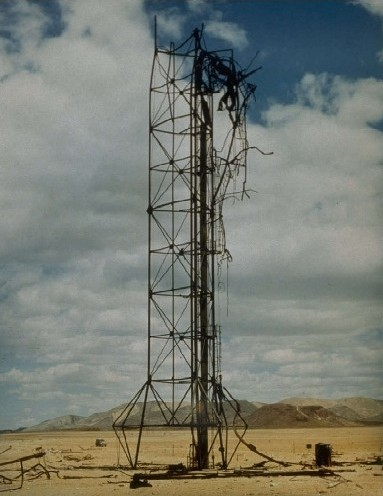
Tour de l'essai Ruth de l'opération Upshot-Knothole. L'explosion n'a pas détruit la tour support de la bombe, mais l'a seulement un peu endommagée.

- Tir Able de l'opération Buster-Jangle — Considéré comme le premier échec connu d’un engin nucléaire[6].

- Essai Ruth de la campagne Upshot-Knothole — Test d'une bombe à hydrure d'uranium. Le tir n’a pas détruit le site mais a seulement endommagé le tiers supérieur de la tour de 91 mètres qui supportait la bombe[7]. L'essai Ray conduit le mois suivant a été mené sur une tour plus courte (30 m) afin d’être sûr qu’elle serait complètement détruite[7].

- Essai Koon de l'opération Castle — un engin thermonucléaire dont l’ignition de la fusion secondaire n'a pas eu lieu.

- Tir Short Granite — Lâché par le Royaume-Uni sur l'île Malden le 15 mai 1957 lors de l'opération Grapple 1, cette bombe avait une puissance attendue de plus de 1 mégatonne, mais a seulement explosé avec une puissance d'un quart de celle anticipée[3]. L'essai a toutefois été considéré comme un succès. Une autre bombe lancée au cours de Grapple 1, Purple Granite, a été mise à feu avec l'espoir de donner une puissance améliorée par rapport à Short Granite, mais sa puissance a été encore plus faible.

- Essai nucléaire de la Corée du Nord de 2006 — La Russie a affirmé avoir mesuré une puissance de 5 à 15 kt, alors que les États-Unis, la France et la Corée du Sud l’ont mesurée à moins de 1 kt[8]. Ce premier essai nord-coréen était plus faible que tous les essais initiaux des autres pays d’un facteur 20[9], il est ainsi l’essai le moins puissant de toute l’histoire[10].

## Préoccupations terroristes
Un mois après les attentats du 11 septembre 2001, un informateur de la CIA connu sous le nom « Dragonfire » a rapporté qu’Al-Qaïda avait fait entrer clandestinement une arme nucléaire de faible puissance à New York. Bien que le rapport se fût révélé inexact, des préoccupations furent exprimées à propos des conséquences « horribles » qu'une « bombe long feu » pourrait avoir, pouvant produire une fraction de 10 kilotonnes (puissance d’une « première » bombe A) et tuer des milliers de personnes,.